# Крюки (Могилёвская область)
Крюки́ (бел. Крукі) — деревня в составе Вишовского сельсовета Белыничского района Могилёвской области Белоруссии. Население — 3 человека (2019).

## Географическое положение
Ближайшие населённые пункты: Большой Нежков, Мостище, Вишов.

## История
В 1670 году упоминается как фольварк в Оршанском повете Витебского воеводства Великого княжества Литовского. В 1777 году в Могилёвского уезда Могилёвской губернии. В 1857 году 54 ревизские души, помещичье владение. Помимо земледелия часть сельчан занималась сапожным ремеслом. В 1892 году открылась церковно-приходская школа. В 1897 году в Нежковской волости Могилёвского уезда. Действовала деревянная церковь (открыта не позднее 1880 года), один раз в год (осенью) проводился торжок. С февраля по октябрь 1918 года оккупирована германскими войсками. В 1923 году сельской школе передано национализированное здание (в 1925 году — 52 учащихся). В 1930 году образован колхоз «Красный боец». В период Великой Отечественной войны с 2 июля 1941 года по 29 июня 1944 года оккупирована немецко-фашистскими захватчиками. 12 односельчан погибло на фронте. В 1977 году к деревне присоединён посёлок Красный рубеж. В 1986 году в составе колхоза «Родина» (центр — д. Вишов).
Планировочно состоит из прямолинейной улицы, ориентированной с юго-запада на северо-восток, вдоль реки, и застроенной двухсторонне, неплотно, деревянными сельскими домами с приусадебными участками.

## Население
| Численность населения (по переписи) | Численность населения (по переписи) | Численность населения (по переписи) | Численность населения (по переписи) | Численность населения (по переписи) | Численность населения (по переписи) |
| 1880                                | 1897                                | 1909                                | 1959                                | 2009                                | 2019                                |
| ----------------------------------- | ----------------------------------- | ----------------------------------- | ----------------------------------- | ----------------------------------- | ----------------------------------- |
| 146                                 | ↗212                                | ↗233                                | ↘130                                | ↘10                                 | ↘3                                  |